# Eustephia darwinii
Eustephia darwinii är en amaryllisväxtart som beskrevs av Julio César Vargas Calderón. Eustephia darwinii ingår i släktet Eustephia och familjen amaryllisväxter.
Artens utbredningsområde är Peru. Inga underarter finns listade i Catalogue of Life.